# Melanzane a funghetti
Les melanzane a funghetti (littéralement « champignons d'aubergine » en italien, mulignane à fungetiello en napolitain) sont un accompagnement typique de  la cuisine napolitaine.
Ce mets est préparé selon deux variantes, l'une avec des tomates, l'autre sans. On fait cuire les aubergines en morceaux dans une casserole avec de l'ail et de l'huile d'olive.
Le nom de ce mets vient de la forme des morceaux d'aubergines rappelant de minuscules champignons (mais il n'en contient pas).